# Конкорд (Джорджія)
Конкорд (англ. Concord) — місто (англ. town) в США, в окрузі Пайк штату Джорджія. Населення — 378 осіб (2020).

## Географія
Конкорд розташований за координатами 33°5′31″ пн. ш. 84°26′16″ зх. д. / 33.09194° пн. ш. 84.43778° зх. д. (33.092042, -84.437752).  За даними Бюро перепису населення США в 2010 році місто мало площу 2,15 км², з яких 2,12 км² — суходіл та 0,03 км² — водойми.

## Демографія
Згідно з переписом 2010 року, у місті мешкало 375 осіб у 135 домогосподарствах у складі 102 родин. Густота населення становила 175 осіб/км².  Було 155 помешкань (72/км²).
Расовий склад населення:
| - 81,3 % — білих - 15,7 % — чорних або афроамериканців - 0,3 % — корінних американців |

До двох чи більше рас належало 1,9 %. Частка іспаномовних становила 1,3 % від усіх жителів.
За віковим діапазоном населення розподілялося таким чином: 30,7 % — особи молодші 18 років, 57,6 % — особи у віці 18—64 років, 11,7 % — особи у віці 65 років та старші. Медіана віку мешканця становила 34,5 року. На 100 осіб жіночої статі у місті припадало 85,6 чоловіків;  на 100 жінок у віці від 18 років та старших — 81,8 чоловіків також старших 18 років.
Середній дохід на одне домашнє господарство  становив 65 124 долари США (медіана — 63 750), а середній дохід на одну сім'ю — 67 765 доларів (медіана — 64 688). За межею бідності перебувало 19,8 % осіб, у тому числі 37,8 % дітей у віці до 18 років та 9,4 % осіб у віці 65 років та старших.
Цивільне працевлаштоване населення становило 122 особи. Основні галузі зайнятості: освіта, охорона здоров'я та соціальна допомога — 26,2 %, виробництво — 17,2 %, публічна адміністрація — 13,1 %, роздрібна торгівля — 9,8 %.